# Мао (птица)
Мао (Gymnomyza samoensis) са вид средноголеми птици от семейство Медоядови (Meliphagidae).
Срещат се само на двата главни острова на Самоа в Тихия океан, главно в планинските гори. Достигат на дължина до 28 – 31 сантиметра и имат тъмно оперение, от черно по главата и гърдите до маслиненозелено на крилата. Видът е застрашен, включително заради разпространението на интродуцирани хищници като плъховете, и популацията му се оценява на между 250 и 1000 екземпляра.